# Gare de Dewsbury
La gare de Dewsbury est une gare ferroviaire du Royaume-Uni, située dans la ville de Dewsbury, Yorkshire de l'Ouest en Angleterre. 
Les services à partir d'Ilkley sont opérés par First Transpennine Express et Northern Rail.